# Shirley Anne Field
Shirley Anne Field, född Shirley Broomfield 27 juni 1936, död 10 december 2023 var en brittisk skådespelerska.

## Filmografi i urval
- 1956 – Dårskap i Monte Carlo
- 1959 – Hänsynslös ungdom
- 1960 – En gång till älskling
- 1960 – Peeping Tom - en smygtittare
- 1960 – Glädjespridaren
- 1960 – Lördagskväll och söndagsmorgon
- 1963 – De kallblodiga
- 1966 – Fallet Alfie
- 1985 – Min sköna tvättomat
- 1987 – Santa Barbara (TV-serie)
- 1989 – Jag har i alla fall min vespa
- 1992 – Mord och inga visor (TV-serie)
- 1995 – Doktor Bramwell (TV-serie)
- 1999 – Ett fall för Dalziel & Pascoe (TV-serie)
- 2000 – The Bill (TV-serie)
- 2005 – Karl för sin kilt (TV-serie)